# Fazes-Me Falta
Fazes-me Falta é um livro da escritora e jornalista portuguesa Inês Pedrosa, editado em 2002, pela Dom Quixote. O romance vendeu, segundo a editora, "mais de 100 mil exemplares", e foi editado em Espanha, Brasil, Alemanha, Itália e França.

## Sinopse
O livro cruza duas vozes numa espécie de diálogo espectral, pois uma delas acaba de morrer. Uma dessas vozes é feminina, e é a ela que cabe a iniciativa de convocar os temas. A outra voz, que ao longo da leitura viremos a saber que é mais velha, pertence a um homem.

## Traduções
- Itália- Senza Di Te